# پابلو نوگس
پابلو نوگس (به اسپانیایی: Pablo Nogués) شهری در کشور آرژانتین، استان بوئنوس آیرس است که در سال ۲۰۰۹ میلادی، حدود ۳۸٬۴۷۰ نفر جمعیت داشته است.